# Даочжэнь-Гэлао-Мяоский автономный уезд
Даочжэнь-Гэлао-Мяоский автономный уезд (кит. упр. 道真仡佬族苗族自治县, пиньинь Dàozhēn Gēlǎozú Miáozú zìzhìxiàn) — автономный уезд городского округа Цзуньи провинции Гуйчжоу (КНР).

## История
В 1941 году северо-восточная часть уезда Чжэнъань была выделена в отдельный уезд Даочжэнь (道真县).
После вхождения этих мест в состав КНР в конце 1949 года был создан Специальный район Цзуньи (遵义专区), и уезд вошёл в его состав. В 1958 году уезд Даочжэнь был присоединён к уезду Чжэнъань, но в 1961 году он был воссоздан. В 1970 году Специальный район Цзуньи был переименован в Округ Цзуньи (遵义地区).
9 сентября 1986 года уезд Даочжэнь был преобразован в Даочжэнь-Гэлао-Мяоский автономный уезд.
Постановлением Госсовета КНР от 10 июня 1997 года округ Цзуньи был преобразован в городской округ.

## Административное деление
Уезд делится на 10 посёлков, 3 волости и 1 национальную волость.